# Мордовська автономна область
Мордовська автономна область — адміністративно-територіальна одиниця РРФСР у складі Середньоволзького краю, що існувала з 10 січня 1930 року — 20 грудня 1934 року. Адміністративний центр — місто Саранськ.

## Історія
Область утворена 10 січня 1930 року у складі Середньоволзького краю в результаті реформи Мордовського округу.
20 грудня 1934 року Мордовська автономна область була перетворена в Мордовську Автономну Радянську Соціалістичну Республіку у складі Середньоволзького краю.

## Адміністративний поділ
На 1 жовтня 1931 року у складі області було 22 райони, 648 сільради, 4 міста, у тому числі 1 (Саранськ — 20221 жит.) виділений в самостійну адміністративно-господарську одиницю, 3 робітничих селища, 1 800 сільських населених пунктів. Міське населення на одна січні 1931 року — 3,3 % (45 852 чол.).
| - Ардатовський, - Атяшевський, - Ачадовський, - Дубенський, - Єльніковський, - Зубово-Полянський, - Ігнатовський, - Інсарський, - Ічалковський - Ковилкінський, | - Козловський, - Кочкуровський, - Краснослободський, - Ромодановський, - Рузаєвський, - Рибкинський, - Саранський, - Старошайговський, - Темниковський, - Теньгушевський, | - Торбеєвський, - Чамзинський. |